# Виоланте, Лучано
Лучано Виоланте (итал. Luciano Violante; род. 25 сентября 1941, Дыре-Дауа) — итальянский юрист и политик, председатель Палаты депутатов (1996—2001).

## Биография
Лучано Виоланте родился 25 сентября 1941 года в лагере в Дыре-Дауа, на территории Итальянской Восточной Африки, где была интернирована его семья: его отец, журналист-коммунист, был сослан сюда фашистским режимом. Члены семьи были освобождены из британского интернирования в конце 1943 года и в конце Второй мировой войны вернулись в Италию, в свой родной город Рутильяно в провинции Бари.
В 1963 году Лучано окончил юриспруденцию в Университете Бари, где был ассистеном Альдо Моро, а в 1966 году поступил в магистратуру и стал профессором публичного права в Туринском университете. Позже он занимал должность профессора в Университете Камерино.
Он был следственным судьей в Турине до 1977 года, в том числе по делу планировавшегося «Белого переворота», что привело к аресту Эдгардо Соньо и его сообщников. С 1977 по 1979 год по рекомендации христианско-демократического министра Франческо Паоло Бонифачо он работал в законодательном управлении Министерства юстиции, много времени уделяя борьбе с терроризмом. В 1979 году был назначен следственным судьей в Турине.
Виоланте стал членом Итальянской коммунистической партии в 1979 году и был избран в Палату депутатов. С 1980 по 1987 год был спикером партии по юридическим вопросам, затем стал заместителем председателя парламентской фракции ИКП. В парламенте он также входил в состав парламентской комиссии по расследованию дела Моро.
После раскола Коммунистической партии в 1991 году он вступил в Демократическую партию левых.
В сентябре 1992 года Виоланте стал президентом Комиссии Палаты депутатов по борьбе с мафией. Под его руководством Комиссия расследовала отношения между мафией и политикой. 16 ноября 1992 года Томмазо Бушетта дал показания перед Комиссией.
10 мая 1996 года Виоланте стал президентом Палаты депутатов, пробыв в этой должности до 29 мая 2001 года. Переизбранный в 2001 году, он возглавил парламентскую группу «Оливковое дерево — Левые демократы». Вновь избранный в Палату депутатов в 2006 году, он был назначен президентом Первой постоянной комиссии по конституционным вопросам. После падения второго правительства Романо Проди в 2008 году заявил, что больше не будет баллотироваться в парламент, чтобы уважать смену поколений, проводимую секретарём Демократической партии Вальтером Вельтрони.

## Личная жизнь
Виоланте заявляет, что считает себя «верующим», но не придерживается католической церкви.